# Берег Нокса
66°30′ пд. ш. 105°0′ сх. д. / 66.500° пд. ш. 105.000° сх. д.

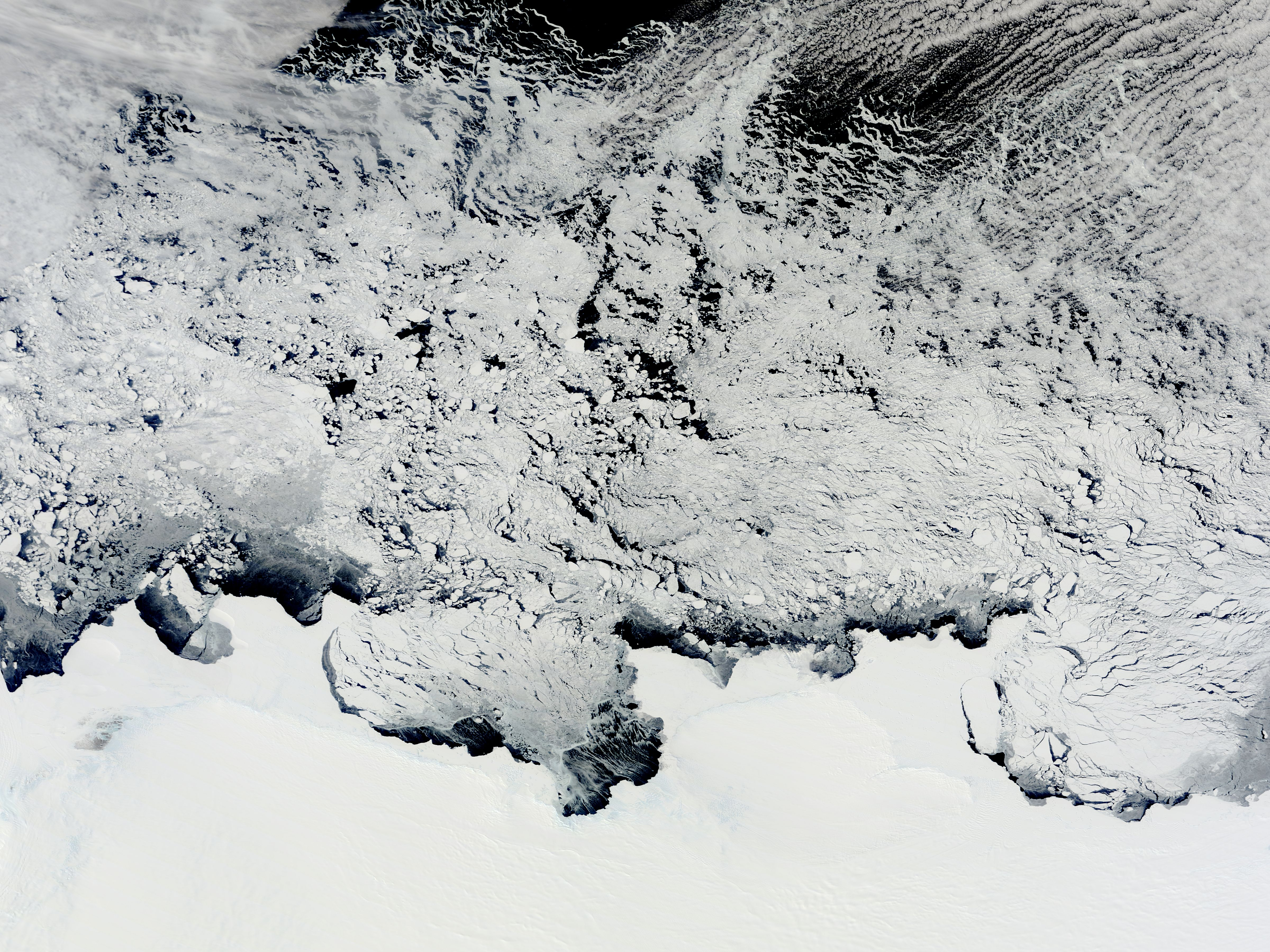
Супутникове зображення NASA (MODIS) берегів Нокса, Бадда та Сабріни.

Берег Нокса (англ. Knox Coast) — частина узбережжя Землі Вілкса в Східній Антарктиді, що омивається морем Моусона.
Вся територія Берега Нокса, за винятком оази Бангера, вкрита суцільним льодовиковим покривом, що піднімається на висоті понад 1500 м. На заході берег видається в море у вигляді шельфового льодовика Шеклтона.
Берег був відкритий в 1840 році американською експедицією під керівництвом Чарльза Вілкса і названий по імені командира одного з кораблів експедиції Семюела Нокса. Значні дослідження були проведені радянськими антарктичними експедиціями в 1956-1958 роках: у цей період тут діяла полярна станція Оазис, яка була пізніше передана Польщі.